# Maasdeltatunnel
De Maasdeltatunnel (tot 2017 Blankenburgtunnel) is een tunnel onder het Scheur ten oosten van Maassluis en Rozenburg in de gemeentes Vlaardingen en Rotterdam. De tunnel is niet toegankelijk voor langzaam verkeer en is onderdeel van de autosnelweg A24. De tunnel is op 7 december 2024 geopend (vertraagd van 2022). Deze verbinding is een tolweg, de eerste in Nederland met een e-tol. Via automatische kentekenplaatherkenning wordt elektronisch tol geheven. Betalen kan automatisch, of handmatig achteraf. Men behoeft niet te stoppen om te betalen.

## Geschiedenis
Rond 1960, bij de presentatie van de plannen voor de Beneluxtunnel werd voor het eerst de mogelijkheid van een Blankenburgtunnel genoemd. Er was oorspronkelijk sprake van twee opties: de Blankenburgtunnel of de westelijker gelegen Oranjetunnel. In het najaar van 2011 zou de minister een beslissing nemen over de nieuwe oeververbinding. Diverse organisaties, waaronder Natuurmonumenten, Milieudefensie en lokale actiegroepen, verzamelden in totaal 31.500 handtekeningen tegen de Blankenburgtunnel. De weerstand tegen de Blankenburgtunnel is groot; volgens tegenstanders leidt de nieuwe snelweg tot aantasting van diverse kwetsbare gebieden, waaronder eeuwenoud cultuurlandschap tussen Vlaardingen en Maassluis (Aalkeet-Binnenpolder), en recreatiegebied Krabbeplas. Ook zal de laatste volledig intacte monumentale herenboerderij van het voormalig eiland Rozenburg moeten wijken. Daarnaast is er twijfel of dit de verkeerstechnische oplossing biedt waar men naar op zoek is. Ook de stagnatie van de verkeersintensiteit en de daling van de economische groei door de hogere olieprijs, alsook het feit dat de nieuwe tunnel een te vermijden toltunnel zal worden omdat de 'gratis' Beneluxtunnel niet ver weg ligt, werden als tegenargumenten gebruikt.
De provincie Zuid-Holland en de Stadsregio Rotterdam zijn voorstander van realisatie van de tunnel en hebben dit als advies aan de minister gegeven. Minister Schultz van Haegen heeft in december 2011 de voorkeur uitgesproken voor aanleg van de Blankenburgtunnel. De Tweede Kamer koos in april 2012 met een krappe meerderheid voor de aanleg van de tunnel, die zodanig zou moeten worden aangelegd, dat het landschap zo veel mogelijk zou worden ontzien. Eind mei 2012, een maand na de val van het kabinet-Rutte I, werd het project evenwel controversieel verklaard, waardoor de besluitvorming werd doorgeschoven tot na de Tweede Kamerverkiezingen in september dat jaar. In het regeerakkoord van het tweede kabinet-Rutte van oktober 2012 werd genoemd dat men de Blankenburgtunnel wil gaan aanleggen en begin 2013 heeft de Tweede Kamer hiermee ingestemd.

### Fietstunnel
Er komt geen fietstunnel in de Maasdeltatunnel. Dat heeft de Minister van Infrastructuur en Milieu, destijds Melanie Schultz van Haegen-Maas Geesteranus (VVD), in het najaar van 2013 besloten. De Metropoolregio Rotterdam Den Haag heeft vervolgens een onderzoek laten uitvoeren naar nut en noodzaak van de fietstunnel in de Maasdeltatunnel. Dit onderzoek concludeerde dat de investering van € 33 miljoen niet zou opwegen tegen het verwachte gebruik. Op basis van dit rapport besloten de regionale bestuurders af te zien van de aanleg van de fietstunnel.

## Aanbesteding
Op 19 mei 2016 is de aanbesteding voor de aanleg van de verbinding gestart via een publicatie op internetsite Tenderned. In juni 2017 is door Rijkswaterstaat de opdracht voor de bouw van de tunnel voorlopig gegund aan een consortium met Ballast Nedam. Partners zijn de Belgische baggeraar DEME en de Australische bank Macquarie. Het tweede consortium, bestaande uit VolkerWessels, Boskalis en Koninklijke BAM Groep, betwistte de gunning en stapte naar de rechter. Begin november 2017 deed de rechter uitspraak. Hij besloot dat alle beschuldigingen van vals spel en dubbele petten ongegrond zijn. Het consortium met Ballast Nedam kon nu beginnen met de uitvoering van de nieuwe toltunnel; een contract met een waarde van ruim een half miljard euro. Een hoger beroep was mogelijk, maar de eisers hebben hiervan afgezien.
In november 2018 heeft de Europese Investeringsbank een lening verstrekt van 330 miljoen euro om de bouw te realiseren. Met deze toezegging was de financiering voor het project rond.

## Naamgeving
Op 19 juni 2017 heeft de gemeente Vlaardingen, op wier grondgebied de tunnel gebouwd wordt, de naam Maasdeltatunnel vastgesteld.

## Afzinken 2e tunneldeel
Tijdens het afzinken van het tweede tunneldeel op 29 april 2023 knapte een lierkabel; het was in eerste instantie onduidelijk hoe dat kwam. Men kon geen fouten in de kabels, lieren en dergelijke vinden. Uit nader waterloopkundig modelonderzoek met rekenmodellen bleek het problemen in de zouttong te zitten. Bij vloed komt deze tong over de bodem langs deze locatie. Daar was rekening mee gehouden maar doordat er een cunet gebaggerd was, zakte de tong daarin, en liep niet direct door in oostelijke richting. De tong bleef daardoor op dat moment stil staan en dwong het zoute water om over de zouttong heen te stomen. De stroomsnelheid in de bovenlaag werd daardoor aanzienlijk hoger dan verwacht was, wat een te grote belasting op de kabels gaf.

## Trivia
- In 2024 werd de tunnel in de 1e etappe van de Ronde van Frankrijk voor vrouwen tweemaal opgenomen, bij de 2e passage was ze tevens een heuvel van de 4e categorie.